# 410

## Události
- 24. srpna – vizigótský král Alarich dobývá Řím a požaduje jako výkupné mimo jiného také 3000 liber vzácného pepře.

## Narození
- ? – Severin z Norika, křesťanský misionář, katolický světec († 8. ledna 482)

## Úmrtí
- Aurelius Prudentius Clemens, křesťanský římský právník politik a básník (* 348)
- Alarich I., vizigótský král (* 376)

## Hlavy států
- Papež – Inocenc I. (401–417)
- Východořímská říše – Theodosius II. (408–450)
- Západořímská říše – Honorius (395–423)
- Perská říše – Jazdkart I. (399–421)
- Vizigóti – Alarich I. (395–410) » Athaulf (410–415)
- Vandalové – Gunderich (407–428)